# Daphnis vriesi
Daphnis vriesi is een vlinder uit de familie pijlstaarten (Sphingidae). De wetenschappelijke naam van de soort is voor het eerst geldig gepubliceerd in 1993 door Willem Hogenes & Colin G. Treadaway.

## Type
- holotype: "male. 4.V.1988. leg. J. Settele & C.G. Treadaway"
- instituut: SMF, Frankfurt-am-Main, Duitsland
- typelocatie: "Philippines, N Luzon, Mt. Polis, 2000 m"